# Christliche Gewerkschaft Postservice und Telekommunikation
Die Christliche Gewerkschaft Postservice und Telekommunikation ist eine christliche Fachgewerkschaft im CGB für Beschäftigte der Unternehmen Deutsche Telekom, Deutsche Post und Postbank sowie für Beschäftigte in allen Brief-, Kurier-Express-Paket-Dienst-, Call Center- und Telekommunikationsunternehmen. Die CGPT wurde 1956 gegründet und ist für die Gewerkschaftsfreiheit und gegen Gewerkschaftsmonopole des DGB. Sie arbeitet auf der Grundlage der christlichen Soziallehre und deren Prinzipien Solidarität, Subsidiarität und Personalität. Die Bundesgeschäftsstelle befindet sich seit 2012 in Essen. Die CGPT hat sechs Landesverbände. Sie gibt an ca. 5000 Mitglieder zu haben. Die CGPT wendet sich vor allem gegen die Fremdvergaben im Kernbereich der Postunternehmen. Die CGPT war eine von sechs Gewerkschaften, die sich 2002 zur Tarifgemeinschaft Christlicher Gewerkschaften für Zeitarbeit und Personal-Service-Agenturen (CGZP) zusammengeschlossen hatten, trat aber in 2009 aus dem Verbund wieder aus.
Auf dem 13. ordentlichen Gewerkschaftstag vom 13. bis 16. September 2005 in Lüneburg wurde Ulrich Bösl aus Wadersloh zum Bundesvorsitzenden gewählt. Stellvertretende Bundesvorsitzende sind Gerhard Dannenberger aus Baden-Württemberg und Hans-Joachim Hermann aus Nordrhein-Westfalen. Auf dem Gewerkschaftstag in Fulda 2009 wurde Bösl im Amt bestätigt. Bei den Wahlen zum Aufsichtsrat von E-Plus 2011 konnte Kirstin Schmitt den CGPT-Sitz erfolgreich verteidigen. Im Aufsichtsrat von Telegate ist die CGPT mit drei Mitgliedern vertreten.
In die Kritik kam Ende Juli 2008 ein abgeschlossener Haustarifvertrag mit dem Postunternehmen Postcon, damals TNT Post Holding Deutschland GmbH, dessen Stundenlöhne zwischen 6,50 Euro Ost und 7,50 Euro West ab August 2008 den gesetzlichen Mindestlohn von 8,00 Euro Ost und 9,80 Euro West deutlich unterlaufen. Der Tarifvertrag mit TNT wurde erst verhandelt, nachdem der Postmindestlohn bei Gerichten gescheitert war (Verwaltungsgericht Berlin, OVG Berlin Brandenburg, BVG Leipzig). Mit dem Tarifvertrag beendete die CGPT den tariflosen Zustand bei TNT und schaffte Stücklöhne ab. Die Diskussion wurde vom Fernsehmagazin Report Mainz am 28. Juli 2008 eröffnet. Die Tarifverträge der CGPT haben derzeit ein deutlich höheres Niveau, für Einsteiger liegen sie bei 7,60 Euro. Im Schnitt liegen die Löhne deutlich über 8 Euro.
Das Bundesarbeitsgericht hat in seinem Urteil vom 14. Dezember 2010 (1 ABR 19/10) die Tariffähigkeit der CGZP für den Zeitraum ab Oktober 2009 aberkannt. Im Mai 2012 wurde die Tarifunfähigkeit der CGPZ auf die Geltungsbereiche ihrer früheren Satzungen und damit auf den gesamten Zeitraum ihres Bestehens ausgedehnt. Welche Auswirkungen das auf die von der CGPT in dem Zeitraum bis zu ihrem Austritt aus der CGZP abgeschlossenen Verträge hat, ist nicht klar.